# HAMRA Annaba
Hilal Amel Moustakbel Riadhi Annaba (în arabă هلال أمل المستقبل الرياضي عنابة), numit în mod obișnuit HAMRA Annaba, este un club de fotbal algerian care reprezintă orașul Annaba în competițiile fotbalistice. În prezent echipa concurează în liga a doua, al doilea nivel fotbalistic din Algeria.